# 郭颁
郭颁，一作郭班，字长公，西晋史学家。
生卒年不详。入晋后，郭颁與张璠、虞溥皆为晋朝之令史。后出任襄阳令。著有《魏晋世语》十卷，因后世避唐太宗李世民讳，又作《魏晋代语》《魏晋俗语》，或误作《魏晋代说》《魏晋世论》，可补正史之不足。为干宝、孙盛等编著《晋书》时所引用，裴松之《三国志注》也有所引用，原书已佚。《世语·方正篇》认为它“事多详核（简要翔实）”，裴松之则认为它“蹇乏全无宫商，最为鄙劣，以时有异事，故颇行於世。干宝、孙盛等多采其言以为晋书，其中虚错如此者，往往而有之”；也有人因其采王经私通司马昭之说而称郭颁“无识”。
另有著作《群英论》一卷。